# Blått fett
Blått fett (originaltitel Goluboje salo) är en dystopisk roman av den ryske författaren Vladimir Sorokin. Blått fett, utgiven första gången 1999, blev Sorokins genombrottsverk. Romanen utgavs översatt till svenska första gången 2001 av Ben Hellman. I Ryssland hade boken (2003) sålts i mer än 220 000 exemplar.

## Handling
Handlingen utspelas år 2068 i Sibirien som då ockuperas av Kina. För berättelsen är den process central då forskare klonar ryska klassiska författare såsom Achmatova, Dostojevskij, Tolstoj och Tjechov. När författarna skriver, bildas ett åtråvärt ämne under deras hud: ett blått fett. Ämnet, konstant håller kroppstemperatur, kan användas både som drog och energikälla. Med en tidsmaskin reser den ryska jordknullarsekten  som har kommit över det blå fettet, tillbaka till Stalins Ryssland för att förändra historiens gång med hjälp av fettet.

## Mottagande
De många obscena skildringarna väckte ilska bland i konservativa och nationalistiska kretsar. Särskilt upprörande uppfattades en samlagsscen mellan Stalin och Nikita Chrusjtjov. Sorokin polisanmäldes för att ha spridit pornografi. Det åtal som väcktes, ledes ned i april 2003.